# 디지털 아이디어
디지털 아이디어(영어: Digital Idea)는 대한민국 경기도 고양시 일산동구 장항동에 위치한 시각 효과 기업이다.